# Paisaje ordenado
Llamamos paisaje ordenado al que refleja la acción meditada, concentrada y continua de una sociedad sobre el medio. Es, pues, producto de una comunidad con un tipo de economía y unos medios jurídicos y técnicos, que realiza la transformación en conjunto, a lo largo del tiempo y con perspectivas de futuro. Se trata de una opción entre las condiciones naturales y las técnicas.
En el medio ordenado la lucha contra los elementos de la naturaleza ha llegado al extremo de crear un entorno artificial de grandes dimensiones donde se desarrolla la vida humana, con las limitaciones que impone su propia biología, pero en gran parte al margen de las condiciones ambientales. Sin embargo, este medio artificial no es independiente de la naturaleza ya que necesita de ella para proveerse de los elementos naturales que son necesarios para la subsistencia, si bien se puede recurrir a ellos aunque se encuentren en lugares muy lejanos. El ser humano no puede sustraerse a su condición de ser natural.
El paisaje ordenado es un espacio organizado por una sociedad industrial con la capacidad técnica suficiente para modificar el medio de manera drástica. Esto solo ha ocurrido tras el triunfo de la revolución industrial. La red de comunicaciones es muy densa y permite intercambios a grandes velocidades. Los recursos que utiliza no dependen de las condiciones ecológicas del entorno inmediato, ya que los flujos de la red permiten intercambios internacionales entre ámbitos ecológicos lejanos y diferentes. La red posee una jerarquía en función de la importancia de los intercambios, y una serie de nodos, las ciudades, en las que se distribuyen los productos. Esta forma de ordenación del espacio puede entrar en conflicto con el medio y con las otras dos formas de organizar el espacio, evitando su funcionamiento. Esto es lo que pasa en los países subdesarrollados, que el espacio ordenado impide el funcionamiento del espacio modificado. Todas las relaciones que se establecen en el espacio organizado están intercaladas entre sí, de manera que forman un sistema y unas afectan a las otras. 
El espacio ordenado está dividido, de forma generalizada en: espacio rural y espacio urbano; cada uno de los cuales tiene una morfología y unas funciones diferentes y hasta opuestas. Aunque en las sociedades desarrolladas modernas cada vez es más difícil establecer los límites. Los modos y las formas de vida urbanas invaden el campo y son asumidos por la población rural. Pocas cosas diferencian lo rural de lo urbano, aunque algunas son radicales, como la densidad de población, la presencia de actividades agrícolas y con tierra, las actividades extractivas, las actividades industriales con necesidades de espacio, las zonas de desechos, etc. Muchas de estas actividades, sobre todo las agrícolas, todavía dependen en alto grado de las condiciones ecológicas en las que se desarrollan. 
Generalizando, se puede decir que el espacio rural está especializado en el sector primario y energético, y la ciudad en el terciario. El sector secundario, según las actividades se localiza en el mundo rural, en el urbano o en el rururbano. 
La fluidez y la especialización de estos espacios dependen del nivel de desarrollo. En un país subdesarrollado la ciudad es una atractor de población, actividades y funciones, esquilmando, en buena medida, su entorno y anulando la jerarquía que se establece en un país desarrollado.